# Estación Machagai
Machagai es una estación de ferrocarril ubicada en la ciudad homónima, Departamento Veinticinco de Mayo, provincia del Chaco, Argentina

## Servicios
No presta servicios de pasajeros, sólo de cargas de la empresa Trenes Argentinos Cargas. Las vías por donde corren los trenes corresponden al Ramal C3 del Ferrocarril General Belgrano.